# 500 kilomètres de l'A1-Ring FIA GT 2001
Navigation
Édition précédente
Les 500 kilomètres de l'A1-Ring 2001 FIA GT, disputées le 26 août 2001 sur le circuit de Spielberg, sont la huitième manche du championnat FIA GT 2001.

## Course

### Classement de la course
| Pos.   | Catégorie | N° | Écurie                     | Pilotes                                                    | Châssis                   | Pneus | Tours/Abandon |
| Pos.   | Catégorie | N° | Écurie                     | Pilotes                                                    | Moteur                    | Pneus | Tours/Abandon |
| ------ | --------- | -- | -------------------------- | ---------------------------------------------------------- | ------------------------- | ----- | ------------- |
| 1      | GT        | 15 | Prodrive All-Stars         | Rickard Rydell Peter Kox                                   | Ferrari 550-GTS Maranello | D     | 115           |
| 1      | GT        | 15 | Prodrive All-Stars         | Rickard Rydell Peter Kox                                   | Ferrari 5.9L V12          | D     | 115           |
| 2      | GT        | 3  | Team Carsport Holland      | Jeroen Bleekemolen Mike Hezemans                           | Chrysler Viper GTS-R      | M     | 115           |
| 2      | GT        | 3  | Team Carsport Holland      | Jeroen Bleekemolen Mike Hezemans                           | Chrysler 8.0L V10         | M     | 115           |
| 3      | GT        | 4  | Team Carsport Holland      | Michael Bleekemolen Sebastiaan Bleekemolen                 | Chrysler Viper GTS-R      | M     | 115           |
| 3      | GT        | 4  | Team Carsport Holland      | Michael Bleekemolen Sebastiaan Bleekemolen                 | Chrysler 8.0L V10         | M     | 115           |
| 4      | GT        | 2  | Lister Storm Racing        | Julian Bailey Nicolaus Springer                            | Lister Storm              | M     | 115           |
| 4      | GT        | 2  | Lister Storm Racing        | Julian Bailey Nicolaus Springer                            | Jaguar 7.0L V12           | M     | 115           |
| 5      | GT        | 7  | Larbre Compétition Chéreau | Christophe Bouchut Jean-Philippe Belloc                    | Chrysler Viper GTS-R      | M     | 113           |
| 5      | GT        | 7  | Larbre Compétition Chéreau | Christophe Bouchut Jean-Philippe Belloc                    | Chrysler 8.0L V10         | M     | 113           |
| 6      | GT        | 11 | Paul Belmondo Racing       | Anthony Kumpen Claude-Yves Gosselin Paul Belmondo          | Chrysler Viper GTS-R      | D     | 113           |
| 6      | GT        | 11 | Paul Belmondo Racing       | Anthony Kumpen Claude-Yves Gosselin Paul Belmondo          | Chrysler 8.0L V10         | D     | 113           |
| 7      | GT        | 24 | Racing Box                 | Luca Cappellari Gabriele Matteuzzi                         | Chrysler Viper GTS-R      | D     | 111           |
| 7      | GT        | 24 | Racing Box                 | Luca Cappellari Gabriele Matteuzzi                         | Chrysler 8.0L V10         | D     | 111           |
| 8      | N-GT      | 62 | JMB Competition            | Christian Pescatori David Terrien                          | Ferrari 360 Modena N-GT   | M     | 110           |
| 8      | N-GT      | 62 | JMB Competition            | Christian Pescatori David Terrien                          | Ferrari 3.6L V8           | M     | 110           |
| 9      | N-GT      | 57 | Freisinger Motorsport      | Ni Amorim Stéphane Ortelli                                 | Porsche 911 GT3-RS        | Y     | 109           |
| 9      | N-GT      | 57 | Freisinger Motorsport      | Ni Amorim Stéphane Ortelli                                 | Porsche 3.6L Flat-6       | Y     | 109           |
| 10     | N-GT      | 50 | Larbre Compétition Chéreau | Sébastien Dumez Patrice Goueslard                          | Porsche 911 GT3-RS        | M     | 109           |
| 10     | N-GT      | 50 | Larbre Compétition Chéreau | Sébastien Dumez Patrice Goueslard                          | Porsche 3.6L Flat-6       | M     | 109           |
| 11     | N-GT      | 52 | EMKA Racing                | Tim Sugden Steve O'Rourke                                  | Porsche 911 GT3-R         | D     | 109           |
| 11     | N-GT      | 52 | EMKA Racing                | Tim Sugden Steve O'Rourke                                  | Porsche 3.6L Flat-6       | D     | 109           |
| 12     | N-GT      | 55 | Perspective Racing         | Thierry Perrier Michel Neugarten                           | Porsche 911 GT3-RS        | D     | 109           |
| 12     | N-GT      | 55 | Perspective Racing         | Thierry Perrier Michel Neugarten                           | Porsche 3.6L Flat-6       | D     | 109           |
| 13     | N-GT      | 69 | Autorlando Sport           | Philipp Peter Alessandro Zampedri                          | Porsche 911 GT3-RS        | P     | 109           |
| 13     | N-GT      | 69 | Autorlando Sport           | Philipp Peter Alessandro Zampedri                          | Porsche 3.6L Flat-6       | P     | 109           |
| 14     | N-GT      | 54 | ART Engineering            | Fabio Babini Luigi Moccia                                  | Porsche 911 GT3-RS        | P     | 109           |
| 14     | N-GT      | 54 | ART Engineering            | Fabio Babini Luigi Moccia                                  | Porsche 3.6L Flat-6       | P     | 109           |
| 15     | N-GT      | 58 | Freisinger Motorsport      | Toto Wolff Olivier Tichy                                   | Porsche 911 GT3-RS        | Y     | 109           |
| 15     | N-GT      | 58 | Freisinger Motorsport      | Toto Wolff Olivier Tichy                                   | Porsche 3.6L Flat-6       | Y     | 109           |
| 16     | N-GT      | 53 | ART Engineering            | Jirko Malchárek Andrea Bertolini                           | Porsche 911 GT3-R         | P     | 108           |
| 16     | N-GT      | 53 | ART Engineering            | Jirko Malchárek Andrea Bertolini                           | Porsche 3.6L Flat-6       | P     | 108           |
| 17     | N-GT      | 70 | JVG Racing                 | Jürgen von Gartzen Bruno Eichmann                          | Porsche 911 GT3-RS        | P     | 108           |
| 17     | N-GT      | 70 | JVG Racing                 | Jürgen von Gartzen Bruno Eichmann                          | Porsche 3.6L Flat-6       | P     | 108           |
| 18     | N-GT      | 63 | JMB Competition            | Andrea Garbagnati Batti Pregliasco                         | Ferrari 360 Modena N-GT   | M     | 107           |
| 18     | N-GT      | 63 | JMB Competition            | Andrea Garbagnati Batti Pregliasco                         | Ferrari 3.6L V8           | M     | 107           |
| 19     | N-GT      | 59 | Freisinger Racing          | Alexey Vasilyev Nikolai Fomenko                            | Porsche 911 GT3-R         | Y     | 103           |
| 19     | N-GT      | 59 | Freisinger Racing          | Alexey Vasilyev Nikolai Fomenko                            | Porsche 3.6L Flat-6       | Y     | 103           |
| 20     | N-GT      | 67 | MAC Racing                 | Maurizio Lusuardi Raffaele Sangiuolo                       | Porsche 911 GT3-R         | D     | 102           |
| 20     | N-GT      | 67 | MAC Racing                 | Maurizio Lusuardi Raffaele Sangiuolo                       | Porsche 3.6L Flat-6       | D     | 102           |
| 21 NC  | GT        | 8  | Proton Competition         | Christian Ried Horst Felbermayr, Sr. Horst Felbermayr, Jr. | Porsche 911 GT2           | Y     | 63            |
| 21 NC  | GT        | 8  | Proton Competition         | Christian Ried Horst Felbermayr, Sr. Horst Felbermayr, Jr. | Porsche 3.8L Turbo Flat-6 | Y     | 63            |
| 22 DNF | GT        | 14 | Autorlando Sport           | Gabriele Sabatini Emanuele Moncini Luciano Linossi         | Porsche 911 GT2           | P     | 89            |
| 22 DNF | GT        | 14 | Autorlando Sport           | Gabriele Sabatini Emanuele Moncini Luciano Linossi         | Porsche 3.8L Turbo Flat-6 | P     | 89            |
| 23 DNF | N-GT      | 77 | RWS Motorsport             | Luca Riccitelli Dieter Quester                             | Porsche 911 GT3-RS        | M     | 88            |
| 23 DNF | N-GT      | 77 | RWS Motorsport             | Luca Riccitelli Dieter Quester                             | Porsche 3.6L Flat-6       | M     | 88            |
| 24 DNF | GT        | 1  | Lister Storm Racing        | Jamie Campbell-Walter Tom Coronel                          | Lister Storm              | M     | 63            |
| 24 DNF | GT        | 1  | Lister Storm Racing        | Jamie Campbell-Walter Tom Coronel                          | Jaguar 7.0L V12           | M     | 63            |
| 25 DNF | GT        | 12 | Paul Belmondo Racing       | Boris Derichebourg Vincent Vosse                           | Chrysler Viper GTS-R      | D     | 52            |
| 25 DNF | GT        | 12 | Paul Belmondo Racing       | Boris Derichebourg Vincent Vosse                           | Chrysler 8.0L V10         | D     | 52            |
| 26 DNF | GT        | 5  | Team Rafanelli             | Emanuele Naspetti Marc Duez                                | Ferrari 550 Maranello     | M     | 48            |
| 26 DNF | GT        | 5  | Team Rafanelli             | Emanuele Naspetti Marc Duez                                | Ferrari 6.0L V12          | M     | 48            |
| 27 DNF | N-GT      | 76 | RWS Motorsport             | Fabio Mancini Gianni Collini                               | Porsche 911 GT3-R         | M     | 40            |
| 27 DNF | N-GT      | 76 | RWS Motorsport             | Fabio Mancini Gianni Collini                               | Porsche 3.6L Flat-6       | M     | 40            |
| 28 DNF | N-GT      | 61 | Haberthur Racing           | Nigel Smith Andrea Chiesa                                  | Porsche 911 GT3-R         | D     | 39            |
| 28 DNF | N-GT      | 61 | Haberthur Racing           | Nigel Smith Andrea Chiesa                                  | Porsche 3.6L Flat-6       | D     | 39            |
| 29 DNF | GT        | 19 | Reiter Engineering         | Michael Trunk Bernhard Müller                              | Lamborghini Diablo GT     | D     | 26            |
| 29 DNF | GT        | 19 | Reiter Engineering         | Michael Trunk Bernhard Müller                              | Lamborghini 6.0L V12      | D     | 26            |
| 30 DNF | GT        | 9  | Team A.R.T.                | Jean-Pierre Jarier François Lafon                          | Lister Storm              | D     | 8             |
| 30 DNF | GT        | 9  | Team A.R.T.                | Jean-Pierre Jarier François Lafon                          | Jaguar 7.0L V12           | D     | 8             |